# Выход из положения
«Выход из положения» (англ. Escape!) — научно-фантастический рассказ, написанный Айзеком Азимовым. Впервые был опубликован как «Paradoxal escape» (изменение в названии сделано издателем) в 1945 году в августовском выпуске журнала Astounding Science Fiction. Позже переиздана как «Escape» (авторский выбор названия) в сборниках «Я, Робот» (1950) и «Совершенный Робот» (1982).
На русский язык рассказ был переведён А. Иорданским (перевод впервые опубликован в сборнике «Путь марсиан», Мир, 1966) и Д. Скворцовым («Я, Робот», Центрполиграф, 2003).

## Сюжет
Несколько исследовательских организаций работают над созданием гиперпространственного двигателя. К компании U. S. Robots обратился её главный конкурент с тем, что имеет планы работающего гиперпространственного двигателя, который позволит людям пережить прыжок (тема, получившая дальнейшее развитие в других рассказах Азимова). Но персонал U.S. Robots обеспокоен, поскольку непозитронный суперкомпьютер их соперника саморазрушился при выполнении расчетов.
U. S. Robots находит способ загрузить информацию в свой позитронный компьютер, известный как Мозг (The Brain) (который не является роботом в прямом смысле этого слова, поскольку он не может двигаться, хотя он подчиняется трём законам роботехники), без каких-либо происшествий. Затем Мозг начал руководить постройкой космического корабля.
Пауэлл и Донован, инженеры-испытатели компании U. S. Robots, вступили на борт корабля, после чего тот взлетает, не поставив их в известность. Они также обнаружили, что мозг стал шутником: он не предусмотрел никакого душа, кровати, еды, кроме консервированных бобов и молока. Также не было и ручного управления кораблем.
Вскоре после того, как их путешествие началось, а экипаж испытал странные видения, корабль благополучно вернулся на гипербазу после двух гиперпространственных прыжков. Доктор Сьюзен Келвин к этому времени обнаружила, что произошло: при любом гиперпространнственом прыжке экипаж корабля перестаёт существовать на миг, фактически умирает, что является нарушением первого закона Роботехники (пусть и временным). Единственной причиной, по которой искусственный интеллект выжил, стало то, что Сьюзен понизила важность потенциальной смерти. Спустившись до ребяческого иррационального поведения, суперкомпьютер обеспечивает выживание экипажа.